# Abolicja indywidualna
Abolicja indywidualna – indywidualny akt ingerencji odpowiedniego organu władzy wykonawczej w kompetencje władzy sądowniczej w postaci zakazu wszczęcia postępowania wobec określonej osoby albo nakazu wstrzymania lub umorzenia postępowania już prowadzonego.

## Państwa, w których jest znana

### Austria

#### Historia
Abolicja indywidualna jako prerogatywa głowy państwa (niem. Abolitionsrecht, „prawo do abolicji”) w prawie austriackim sięga czasów Cesarstwa Austriackiego, którego Kodeks postępowania karnego z dnia 23 maja 1873 roku w § 2 ust. 4 stanowił:

Oskarżenie publiczne gaśnie, skoro Cesarz nakaże, aby co do przestępstwa nie wytaczać postępowania sądowego w drodze karnej albo wytoczonego zaniechać.

#### Współcześnie
Począwszy od wejścia w życie obecnej konstytucji (1920), Prezydent Federalny Republiki Austrii może – w indywidualnych przypadkach – umorzyć postępowanie karne w sprawie o przestępstwo ścigane z oskarżenia publicznego (art. 65 ust. 2 lit. c Konstytucji Austrii in fine).

### Czechy

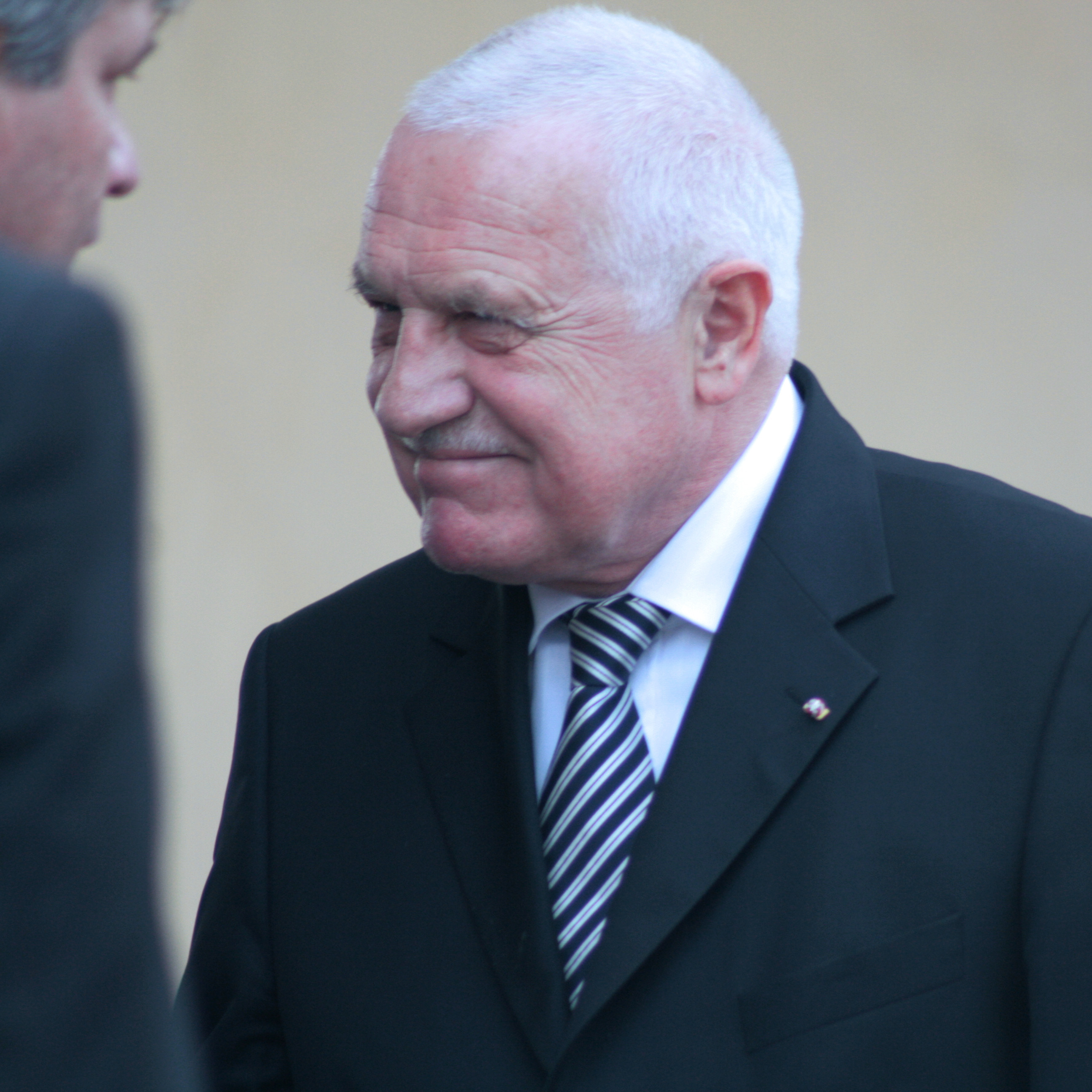
Václav Klaus (2013)

Prezydent Republiki Czeskiej może postanowić o niewszczynaniu postępowania karnego lub – jeśli zostało wszczęte – o jego przerwaniu (art. 62 lit. g Konstytucji Czech), a także – za kontrasygnatą premiera – ogłosić amnestię (art. 63 ust. 1 lit. j Konstytucji Czech), również w postaci abolicji.
1 stycznia 2013 roku prezydent Václav Klaus ogłosił częściową amnestię, która w artykule II objęła nieosądzonych, nieukrywających się sprawców przestępstw, których górna granica ustawowego zagrożenia nie przekraczała 10 lat pozbawienia wolności, jeśli postępowanie karne w ich sprawie trwało już ponad 8 lat. Sąd Konstytucyjny oddalił wniosek grupy senatorów o stwierdzenie nieważności tego przepisu.

### Islandia
Prezydent Islandii może podjąć decyzję o umorzeniu postępowania w sprawie przestępstwa, o ile zachodzą ku temu ważne przyczyny (art. 29 zdanie pierwsze Konstytucji Islandii). Nie może on jednak uwolnić ministra od odpowiedzialności karnej ani od skutków orzeczenia wydanego przez Trybunał Stanu bez zgody Althingu (art. 29 zdanie trzecie Konstytucji Islandii).

### Izrael

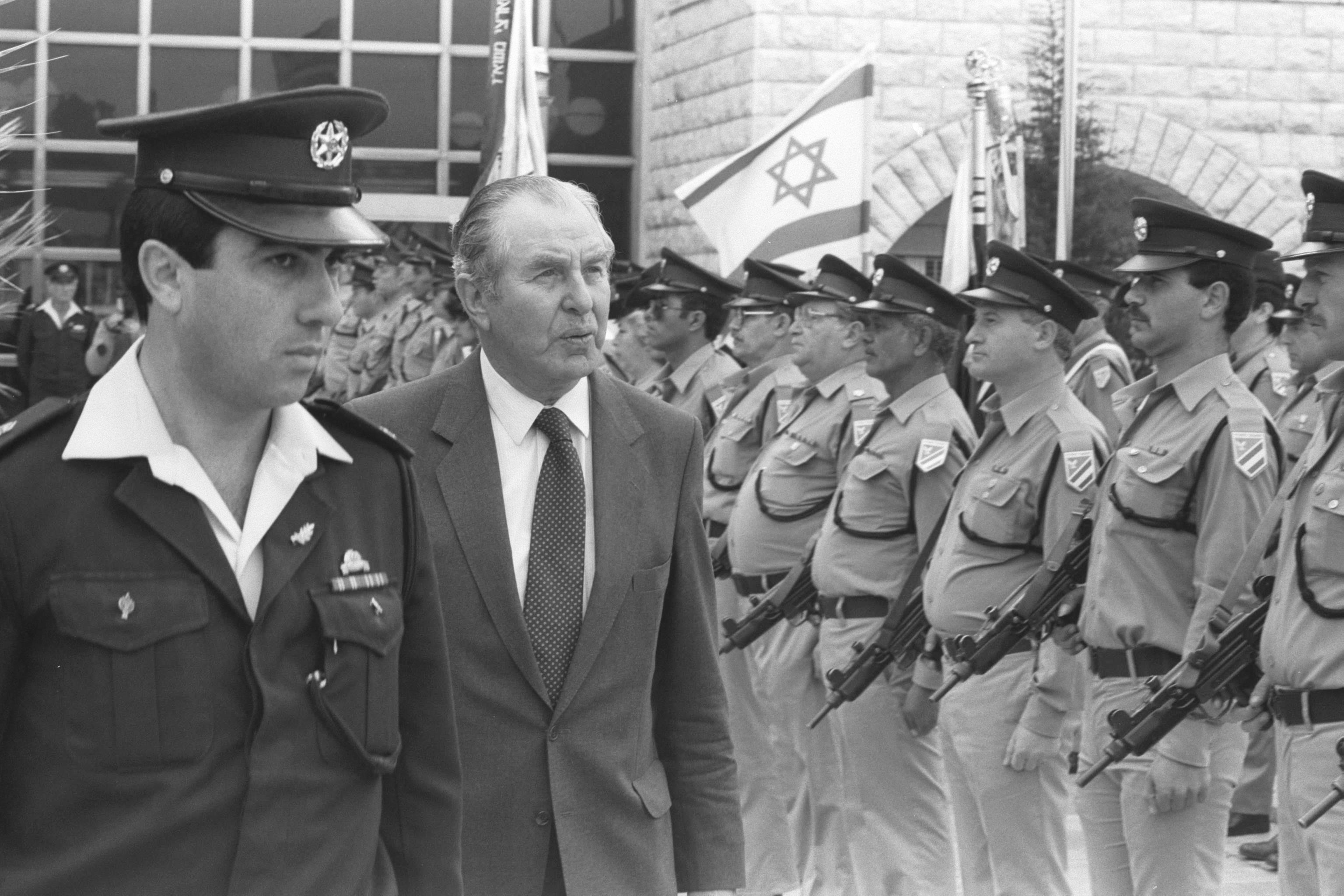
Prezydent Chaim Herzog (drugi z lewej) wizytuje Komendę Główną Policji w Jerozolimie (1986)

W czerwcu 1986 prezydent Chaim Herzog zastosował prawo łaski w postaci aktu abolicji indywidualnej wobec Awrahama Szaloma i 3 innych funkcjonariuszy Szin Betu w związku z ich domniemanym udziałem w tzw. sprawie Kav 300 (zabójstwo dwóch ujętych palestyńskich porywaczy i późniejsze próby jego zatuszowania), a następnie – po podtrzymaniu tej decyzji przez Sąd Najwyższy – ułaskawił w ten sam sposób 7 kolejnych funkcjonariuszy tej agencji.

### Liechtenstein
Instytucja abolicji indywidualnej jako prerogatywa Panującego Księcia (niem. Abolitionsrecht, „prawo do abolicji”) pojawiła się w liechtensteińskim porządku prawnym z wejściem w życie Kodeksu postępowania karnego z dnia 31 grudnia 1913 roku, inspirowanego w tym zakresie regulacją austriacką.
W 1921 materia ta została uregulowana konstytucyjnie, a stan prawny dotąd nie uległ zmianie: Panującemu Księciu przysługuje prawo do umarzania wszczętych postępowań (art. 12 ust. 1 Konstytucji Liechtensteinu in fine).

### Malta
Prezydent Malty może zastosować prawo łaski w postaci aktu abolicji indywidualnej wobec osoby zamieszanej lub zaangażowanej w popełnienie danego przestępstwa (art. 93 ust. 1 lit. a Konstytucji Malty).

### Nigeria
Prawo łaski w postaci aktu abolicji indywidualnej wobec osoby zamieszanej lub zaangażowanej w popełnienie danego przestępstwa może zastosować Prezydent Nigerii (za przestępstwo federalne – art. 175 ust. 1 lit. a Konstytucji Nigerii) albo gubernator stanu (za przestępstwo stanowe – art. 212 ust. 1 lit. a Konstytucji Nigerii).

### Papua-Nowa Gwinea
Głowa państwa (monarcha brytyjski, reprezentowany przez gubernatora generalnego Papui-Nowej Gwinei), działając zgodnie z Narodową Radą Wykonawczą, może zastosować prawo łaski w postaci aktu abolicji indywidualnej wobec osadzonego (art. 151 ust. 1 lit. a Konstytucji Papui-Nowej Gwinei) lub współsprawcy przestępstwa, jeśli ten dostarczy informacje prowadzące do skazania głównego sprawcy albo jednego z głównych sprawców (art. 151 ust. 2 Konstytucji Papui-Nowej Gwinei).

### Polska

#### II Rzeczpospolita
Konstytucja marcowa nie przewidywała abolicji indywidualnej jako prerogatywy Prezydenta RP, a jedynie „prawo darowania i złagodzenia kary, oraz darowania skutków zasądzenia karno-sądowego w poszczególnych wypadkach”. Projekt bebewuerowski zakładał rozszerzenie jego zakresu w sposób następujący:

Prezydent Rzeczypospolitej ma prawo darowania i złagodzenia kary i skutków skazania oraz umorzenia postępowania przed prawomocnym rozstrzygnięciem sprawy w poszczególnych wypadkach.
Prawa tego Prezydent Rzeczypospolitej nie może stosować do Ministrów, postawionych w stan oskarżenia przez Sejm.

Profesor Antoni Peretiatkowicz skrytykował reformę, zaliczając ją do tzw. „refleksów dyktatury”, i stwierdził, że nie da się jej pogodzić z zasadami państwa praworządnego. Wskazał, że takie uprawnienie ma niewielkie znaczenie praktyczne, jednak „wywołuje wrażenie, że normalny wymiar sprawiedliwości w państwie może zostać zahamowany”.
Konstytucja kwietniowa nie rozszerzyła prezydenckiego prawa łaski o abolicję indywidualną (art. 69 ust. 1).

#### PRL
Po 1952 w Polskiej Rzeczypospolitej Ludowej, mimo braku ograniczenia zakresu stosowania instytucji ułaskawienia (art. 25 ust. 1 pkt 10 Konstytucji PRL), w praktyce nie stosowano prawa łaski w postaci aktu abolicji indywidualnej.

#### III Rzeczpospolita

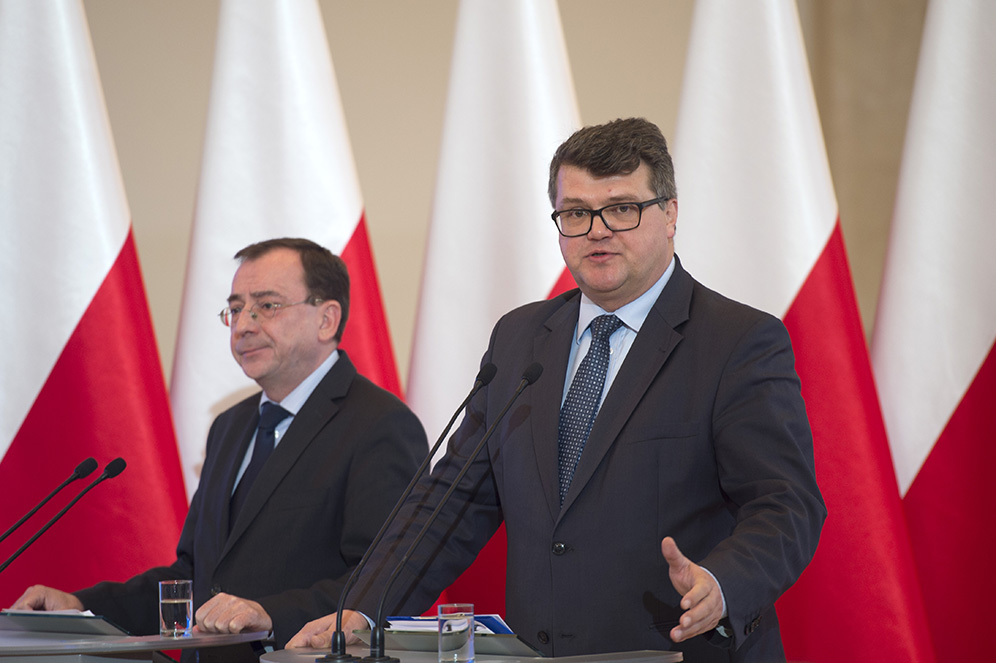
Mariusz Kamiński i Maciej Wąsik jako pierwsi w historii III RP mieli zostać objęci aktem łaski w postaci abolicji indywidualnej

Zakres prerogatywy prawa łaski, którą dysponuje Prezydent Rzeczypospolitej, stanowi przedmiot sporu w doktrynie prawa konstytucyjnego i karnego. Trybunał Konstytucyjny i Sąd Najwyższy wyrażają w tej kwestii odmienne poglądy. Sam termin „abolicja indywidualna” nie występuje w polskim języku prawnym.

### Singapur
Prezydent Singapuru może – za radą gabinetu – zastosować prawo łaski w postaci aktu abolicji indywidualnej wobec współsprawcy przestępstwa, jeśli ten dostarczy informacje prowadzące do skazania głównego sprawcy albo jednego z głównych sprawców (art. 22P ust. 1 lit. a Konstytucji Singapuru).

### Sri Lanka
Prezydent Sri Lanki może zastosować prawo łaski w postaci aktu abolicji indywidualnej wobec współsprawcy przestępstwa, jeśli ten dostarczy informacje prowadzące do skazania głównego sprawcy albo jednego z głównych sprawców (art. 34 ust. 3 Konstytucji Sri Lanki).

### Stany Zjednoczone

#### Szczebel federalny

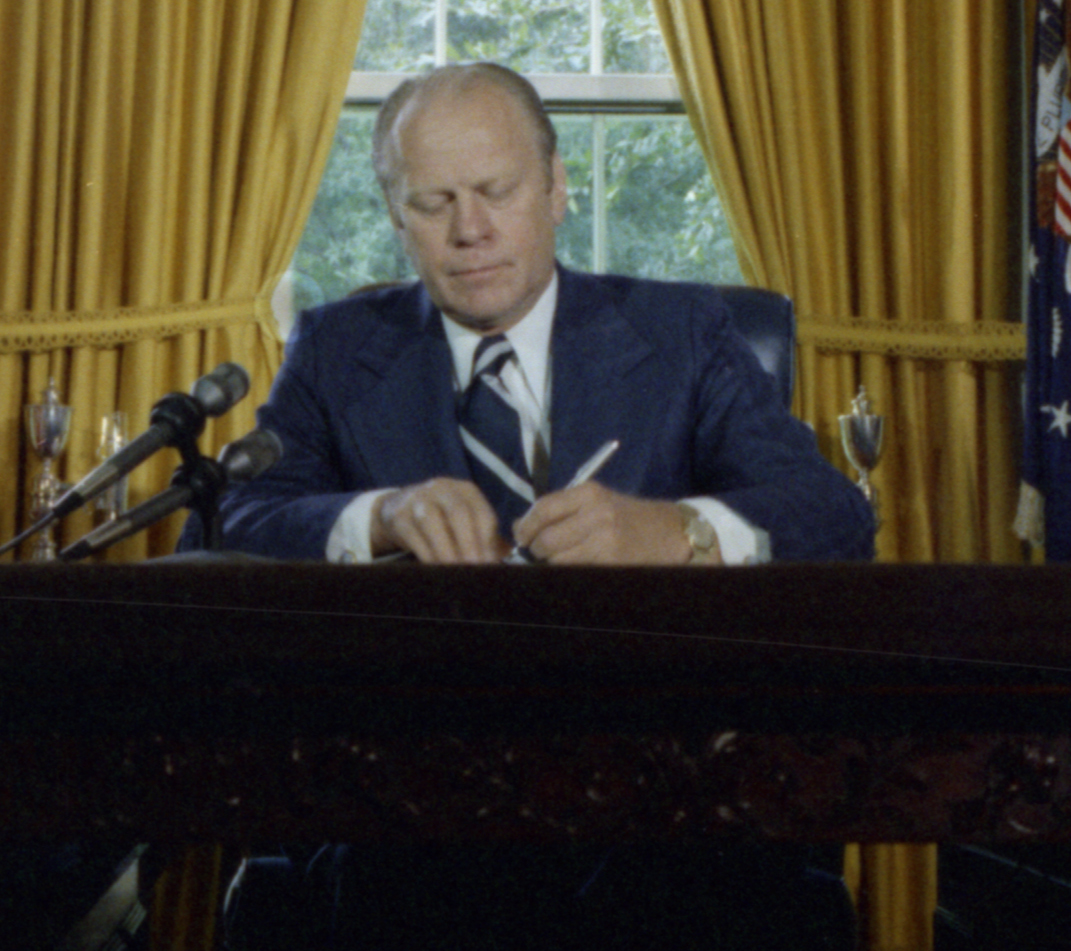
Prezydent Gerald Ford podpisuje proklamację o ułaskawieniu byłego prezydenta Richarda Nixona w Gabinecie Owalnym (1974)

W roku 1886 Sąd Najwyższy Stanów Zjednoczonych w sprawie Ex parte Garland orzekł, że „uprawnienie [prezydenta] do stosowania prawa łaski (…) jest nieograniczone, z wyjątkiem spraw w procedurze impeachmentu” oraz, że „obejmuje ono każde przestępstwo [federalne] znane prawu i może być wykonane w dowolnym czasie po jego popełnieniu, zarówno przed wszczęciem postępowania, w trakcie jego trwania, jak i po skazaniu i wydaniu wyroku”, a „uprawnienie to nie podlega kontroli legislacyjnej”.
W 1974 prezydent Gerald Ford zastosował wobec swojego poprzednika Richarda Nixona „absolutny akt łaski za wszystkie przestępstwa przeciwko Stanom Zjednoczonym, które popełnił lub mógł popełnić lub w których brał udział w okresie od 20 stycznia 1969 do 9 sierpnia 1974 roku”, chociaż ten nie został oskarżony o żadne przestępstwo. Sąd Najwyższy nigdy nie podjął się zbadania ważności takich aktów łaski (ang. open pardon).

#### Szczebel stanowy

##### Maryland
Gubernator Marylandu może postanowić o umorzeniu postępowania karnego (nolle prosequi), przy czym jest zobowiązany do powiadomienia o tym prasy i przedłożenia odpowiedniego sprawozdania władzy ustawodawczej (art. 2 § 20 Konstytucji Marylandu).

##### Hawaje
Legislatura Hawajów może, w drodze zwykłej ustawy, upoważnić Gubernatora do stosowania prawa łaski przed skazaniem (art. 5 § 5 zdanie piąte Konstytucji Hawajów).

### Szwecja
Rząd Szwecji, w wyjątkowo uzasadnionych przypadkach, może polecić zaniechanie prowadzenia postępowania wyjaśniającego lub sądowego w sprawie o czyn przestępczy (rozdz. 12 § 9 ust. 2 Aktu o formie Rządu z 28 lutego 1974 r.).

### Zimbabwe
Prezydent Zimbabwe – po konsultacji z gabinetem – może zastosować prawo łaski w postaci abolicji indywidualnej wobec osoby zamieszanej lub zaangażowanej w popełnienie danego przestępstwa (art. 112 ust. 1 lit. a Konstytucji Zimbabwe). Decyzja obowiązkowo podlega publikacji w dzienniku urzędowym (art. 112 ust. 3 Konstytucji Zimbabwe).

## Państwa, w których była znana

### Czechosłowacja

#### I, II i III Republika Czechosłowacka
Konstytucja Czechosłowacji z 1920 r. przewidywała stosowanie prawa łaski w postaci aktu abolicji indywidualnej, z wyłączeniem spraw z oskarżenia prywatnego (§ 103 ust. 1 in fine) oraz oskarżonych w procedurze impeachmentu (§ 103 ust. 2). Była to prerogatywa Prezydenta Republiki Czechosłowackiej.

#### Republika Czechosłowacka (1948–1960) i CSRS
Konstytucja Republiki Czechosłowackiej z 1948 r. dodatkowo wyłączała możliwość stosowania prawa łaski przez prezydenta, wobec którego miała zostać wdrożona procedura impeachmentu (§ 74 ust. 1 pkt 11 zdanie drugie). Z kolei w Konstytucji Czechosłowackiej Republiki Socjalistycznej z 1960 r. zrezygnowano ze wszystkich przesłanek wyłączających stosowanie prawa łaski (art. 62 ust. 1 pkt 10). Takie rozwiązanie przyjęto również w Konstytucji z 1968 (art. 61 ust. 1 lit. j).

### Jugosławia
Abolicję indywidualną przewidywała ustawa o ułaskawieniach z dnia 6 lutego 1964 r. w art. 2 ust. 2 oraz w art. 3.
Konstytucja Socjalistycznej Federacyjnej Republiki Jugosławii z 1974 r. przyznała prerogatywę prawa łaski Prezydium Socjalistycznej Federacyjnej Republiki Jugosławii (art. 315 pkt 9), a jego regulację – federalnej legislatywie (art. 281 pkt 12 in fine). Kodeks karny z 1976 stanowił w art. 102, że indywidualny akt łaski może skutkować uwolnieniem od odpowiedzialności karnej.

### ZSRR
Podstawy sądowego postępowania karnego, uchwalone dnia 25 grudnia 1958 roku przez Radę Najwyższą ZSRR, w art. 5 pkt 4 in fine stanowiły o niedopuszczalności wszczęcia lub prowadzenia postępowania przeciwko osobie ułaskawionej, ale – zdaniem prof. Andrzeja Murzynowskiego – taka praktyka nie była powszechna.

## Państwa, w których nie jest znana
- Australia[59]
- Belgia (art. 110 i 111 Konstytucji Belgii a contrario)[60]
- Belize (art. 52 ust. 1 Konstytucji Belize(inne języki) a contrario)[61]
- Białoruś (art. 84 pkt 19 Konstytucji Białorusi a contrario[62])
- Botswana (art. 53 Konstytucji Botswany a contrario)[63]
- Chile (art. 32 pkt 14 zdanie drugie Konstytucji Chile[a])[64]
- Estonia (§ 78 pkt 19 Konstytucji Estonii a contrario)[65]
- Ghana (art. 72 ust. 1 Konstytucji Ghany(inne języki) a contrario)[66]
- Gwatemala[b][67][68]
- Indie[69]
  - Unia (art. 72 Konstytucji Indii a contrario)
  - Stany (art. 161 Konstytucji Indii a contrario)
- Kanada[70]
- Kenia (art. 133 ust. 1 Konstytucji Kenii a contrario)[71][72]
- Lesotho (art. 101 ust. 1 Konstytucji Lesotho(inne języki) a contrario)[73][74]
- Liberia (art. 59 Konstytucji Liberii(inne języki) a contrario)[75][7]
- Litwa (art. 84 pkt 23 Konstytucji Litwy a contrario)[76]
- Luksemburg (art. 38 Konstytucji Luksemburga a contrario)[77]
- Łotwa (art. 45 Konstytucji Łotwy a contrario)[78]
- Malawi (art. 89 ust. 2 Konstytucji Malawi(inne języki) a contrario)[79][80]
- Nepal (art. 276 Konstytucji Nepalu(inne języki) a contrario)[81]
- Niemcy
  - Federacja[82]
- Nikaragua (art. 138 pkt 3 Konstytucji Nikaragui(inne języki) a contrario[c])[83]
- Norwegia (§ 20 ust. 1 zdanie pierwsze Konstytucji Norwegii a contrario)[84]
- Pakistan (art. 45 Konstytucji Pakistanu(inne języki) a contrario)[85]
- Panama (art. 184 pkt 12 Konstytucji Panamy(inne języki) a contrario)[86]
- Paragwaj (art. 238 pkt 10 Konstytucji Paragwaju(inne języki) a contrario)[87]
- Seszele (art. 60 ust. 1 Konstytucji Seszeli(inne języki) a contrario, art. 60 ust. 2 Konstytucji Seszeli)[88][7]
- Sierra Leone (art. 63 ust. 1 Konstytucji Sierra Leone(inne języki) a contrario)[89]
- Słowacja (art. 102 ust. 1 lit. j Konstytucji Słowacji a contrario)[d][90]
- Stany Zjednoczone (wybrane stany)[e]
  -  Alabama (§ 124 Konstytucji Alabamy a contrario[f][91], tyt. 15 § 15-22-36 lit. a. Kodeksu Alabamy[a][92])
  -  Arizona (art. 5 § 5 Konstytucji Arizony a contrario[93])
  -  Arkansas (art. 6 § 18 zdanie pierwsze Konstytucji Arkansas a contrario)[94]
  -  Connecticut (art. 4 § 10 Konstytucji Connecticut a contrario)[95]
  -  Idaho (art. 4 § 7 zdanie drugie i piąte Konstytucji Idaho a contrario)[96]
  -  Illinois (art. 5 § 12 Konstytucji Illinois a contrario)[97]
  -  Indiana (art. 5 § 17 zdanie pierwsze Konstytucji Indiany a contrario)[98]
  -  Iowa (art. 4 § 16 zdanie pierwsze Konstytucji Iowy a contrario)[99]
  -  Kalifornia (art. 5 § 8 lit. a Konstytucji Kalifornii a contrario)[100]
  -  Karolina Północna (art. 3 § 5 ust. 6 zdanie pierwsze Konstytucji Karoliny Północnej a contrario)[101]
  -  Kolorado (art. 4 § 7 Konstytucji Kolorado a contrario)[102]
  -  Luizjana (art. 4 § 5 lit. e ust. 1 zdanie pierwsze Konstytucji Luizjany a contrario)[103]
  -  Maine (art. 5 § 11 Konstytucji Maine a contrario)[104]
  -  Massachusetts (73. poprawka do Konstytucji Massachusetts in fine[a])[105]
  -  Michigan (art. 5 § 14 zdanie pierwsze Konstytucji Michigan a contrario)[106]
  -  Minnesota (art. 5 § 7 zdanie trzecie Konstytucji Minnesoty a contrario)[107]
  -  Missisipi (§ 124 Konstytucji Missisipi[a])[108]
  -  Missouri (art. 4 § 7 zdanie pierwsze Konstytucji Missouri a contrario)[109]
  -  Teksas (art. 4 § 11 lit. b zdanie pierwsze Konstytucji Teksasu a contrario)[110]
- Surinam (art. 109 Konstytucji Surinamu(inne języki) a contrario)[111]
- Wielka Brytania[112]
- Zambia (art. 97 ust. 1 Konstytucji Zambii(inne języki) a contrario)[113]